# 사로드

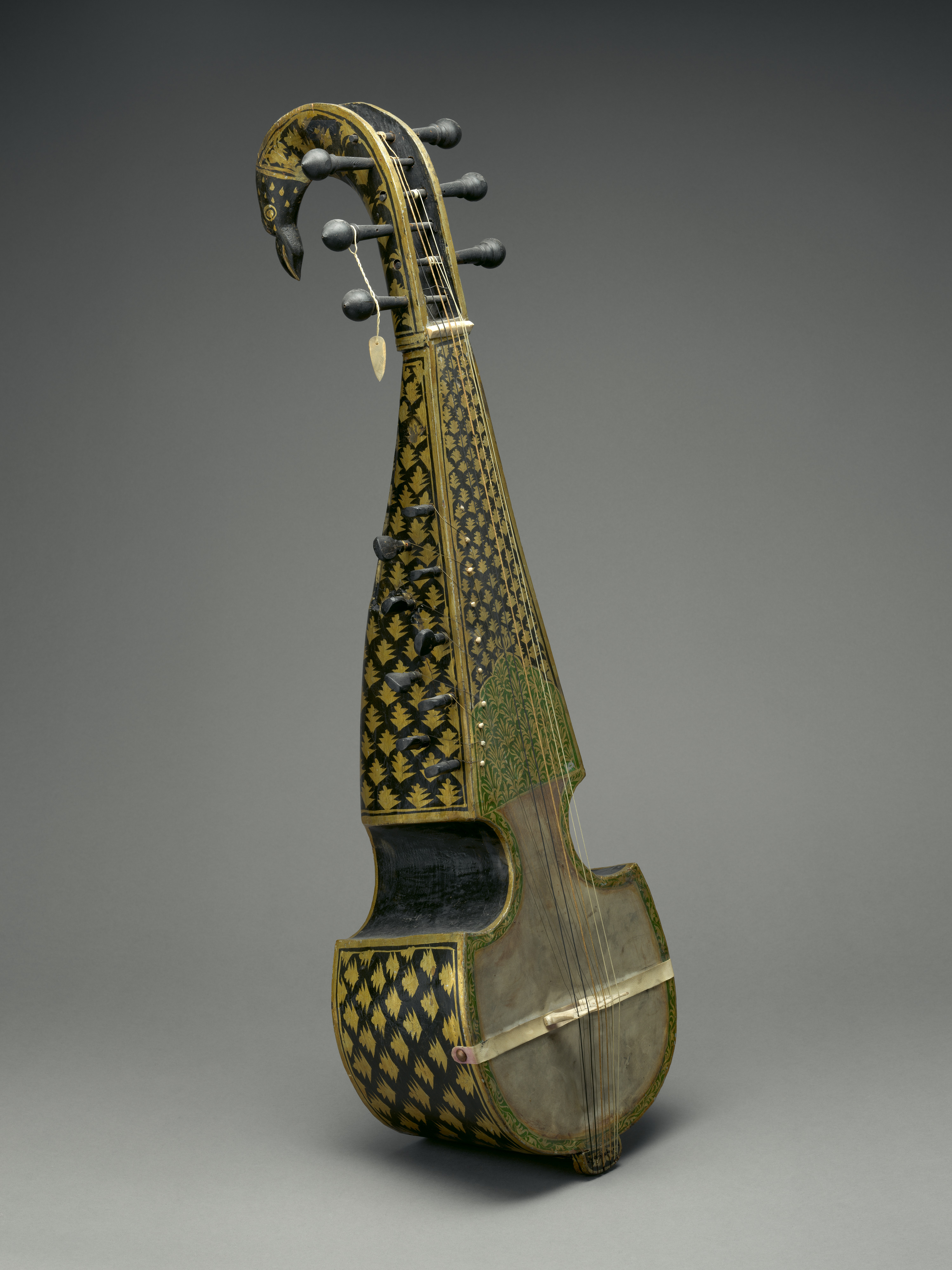
19세기 사로드 (메트로폴리탄 미술관에서)

사로드(sarod)는 인도 아대륙의 힌두스타니 음악에 사용되는 현악기이다. 시타르와 함께 가장 인기 있고 유명한 악기 중 하나이다. 시타르의 달콤하고 오버톤이 풍부한 질감과 대조적으로 깊고 무겁고 내성적인 사운드로 알려져 있으며, 공명하고 반향하는 품질을 제공하는 공감 현이 있다. 프렛이 없는 악기로, 인도 음악에서 중요한 미엔드(글리산도)로 알려진 음표 사이의 연속적인 슬라이드를 생성할 수 있다.

## 같이 보기
- 인도의 음악
- 발현악기
- 현악기